# Московские красавицы
«Московские красавицы» — советский фильм 1991 года режиссёра Наума Ардашникова.

## Сюжет
— Не буду я ничего подписывать…
—- Ну и дура! «Интердевочку» что ли пересмотрела?! А я бы поехала. Пожила бы там у них при капитализме.
— Могут предложить сняться в кино.
— Снять могут, но не в кино.
Маша Малинина, студентка пединститута, становится участницей одного из первых конкурсов красоты в СССР. Здесь с ней знакомится журналист Сергей Каюмов, ведущий журналистское расследование. По его просьбе она соглашается на предложение сняться в рекламе от некой фирмы-спонсора конкурса.
Придя на фирму она видит, что тут ведётся эротическая съемка, в которой снимается и её подруга Ольга, тоже конкурсантка. Маша рассказывает об этом Сергею, который всё-таки настаивает, чтобы она поработала там. Сергей сходится с Ольгой, и на вопрос, правда ли что на фирме снимают порнографию узнаёт, что эта фирма поставляет за валюту девочек фирмачам, которых девчонки обслуживают на снятых квартирах, а фотографии девушек в рекламе — это реклама их самих, как фотокаталог для клиентов. Сергея, вышедшего на руководителей фирмы, убивают. 
На конкурсе Маша даже не выходит в финал, а победительницей становится Ольга. Машу спонсор конкурса привозит на шикарную квартиру, где говорит, что это её квартира, и она будет тут принимать мужчин, которых он будет присылать и которые очень хорошо за это платят. Маша пытается уйти, но её заводят в спальню, где насилуют. Через месяц из этой самой квартиры Маша звонит домой, говоря, что с ней всё нормально.

Главная героиня — Маша Малинина. Кто-то, возможно, вспомнит победительницу конкурса «Московская красавица» Машу Калинину, которая сейчас обучается в Голливуде. Судьба героини фильма сложилось несколько иначе… Создателям фильма захотелось показать не только красивый фасад этого конкурса, но и его изнанку… подпольный «бизнес» вокруг этого конкурса красоты.— Московские красавицы // Газета «Томский вестник», № 114 (274), 12 июня 1992 - стр. 8

## В ролях
- Ирина Кулевская — Маша Малинина
- Виктор Рыжаков — Сергей Каюмов, журналист
- Ирина Рябцева — Ольга Смирнова, подруга Марии, участница конкурса красоты
- Татьяна Рудина — Алла, подруга Марии
- Стэн Якобсен — Стен, заграничный гость Аллы
- Нина Корниенко — мать Марии
- Людмила Антонюк — бабушка Марии
- Борис Иванов — Тимур Сергеевич, представитель фирмы
- Нодар Мгалоблишвили — Николай Александрович, хозяин фирмы
- Вадим Долгачёв — Степан, подручный Николая Александровича
- Зоя Лирова — куратор конкурса
- Эдуард Крастошевский — режиссер
- Феликс Арутюнов — Феликс, хореограф
- Андрей Гриневич — Андрей, оператор

В роли камео в фильме приняли участие: ведущий конкурса — Дмитрий Крылов, члены жюри — Илья Резник, Валентин Юдашкин.
В роли участниц конкурса красоты: Ирина Безрукова, Маргарита Третьякова, Наталья Пирогова, Ольга Султанович, Юлия Судзилович и другие.

## Критика
Сюжет фильма прост, как «Правда». Очередная вариация на тему блеска и нищеты куртизанок, то бишь, прошу прощения, московских красавиц — участниц конкурса красоты. Нищета, естественно, здесь, а блеск, естественно, там, за бугром, где конкурсантки вынуждены приторговывать своим единственным достоянием — телом. …

Ну а о самом фильме? Тут вот какая штука. Вкус — он либо есть, либо его не купишь даже за валюту и не займешь у иностранных спонсоров. И хотя Марк Рудинштейн — глава «Подмосковья» и продюсер фильма — считает, что снял очень коммерческое кино, боюсь, он сильно заблуждается. — журнал «Столица», 1992 год